# Kool Savas
Savas Yurderi, znany jako Kool Savas (ur. 10 lutego 1975 w Akwizgranie) – niemiecki raper tureckiego pochodzenia, twórca nieistniejącego już wydawnictwa muzycznego Optik Records.

## Wybrana dyskografia
Albumy solowe
| Der beste Tag meines Lebens | - Data: 4 listopada 2002 - Wydawca: Subword                      | 6  | —  | —  |                    |
| Tot oder lebendig           | - Data: 2 listopada 2007 - Wydawca: Sony BMG Music Entertainment | 10 | 13 | 51 |                    |
| Aura                        | - Data: 11 listopada 2011 - Wydawca: Essah Entertainment         | 1  | 1  | 6  | - GER: złota płyta |
| Märtyrer                    | - Data: 14 listopada 2014 - Wydawca: Essah Entertainment         | 1  | 1  | 3  |                    |
| "—" album nie był notowany. |                                                                  |    |    |    |                    |

Mixtape'y
| Die John Bello Story        | - Data: 23 maja 2005 - Wydawca: Optik Records         | 17 | —  | 44 |
| Die John Bello Story 2      | - Data: 17 października 2008 - Wydawca: Optik Records | 10 | 45 | 13 |
| John Bello Story 3          | - Data: 12 marca 2010 - Wydawca: Essah Entertainment  | 4  | 10 | 7  |
| "—" album nie był notowany. |                                                       |    |    |    |

Współpraca
| Tytuł                                                     | Dane dot. albumu                                    | Pozycja na liście | Pozycja na liście | Pozycja na liście |
| Tytuł                                                     | Dane dot. albumu                                    | GER               | CHE               | AUT               |
| --------------------------------------------------------- | --------------------------------------------------- | ----------------- | ----------------- | ----------------- |
| One (oraz Azad)                                           | - Data: 29 marca 2005 - Wydawca: Subword            | 5                 | 32                | 33                |
| Optik Takeover (oraz Optik Army)                          | - Data: 15 września 2006 - Wydawca: Optik Records   | 8                 | 40                | 39                |
| Gespaltene Persönlichkeit (oraz Xavier Naidoo jako Xavas) | - Data: 21 września 2012 - Wydawca: Naidoo Records  | 1                 | 3                 | 1                 |
| Royal Bunker (oraz Sido)                                  | - Data: 29 września 2017 - Wydawca: Universal Urban | 1                 | 1                 | 2                 |